# Francesco Berlinghieri

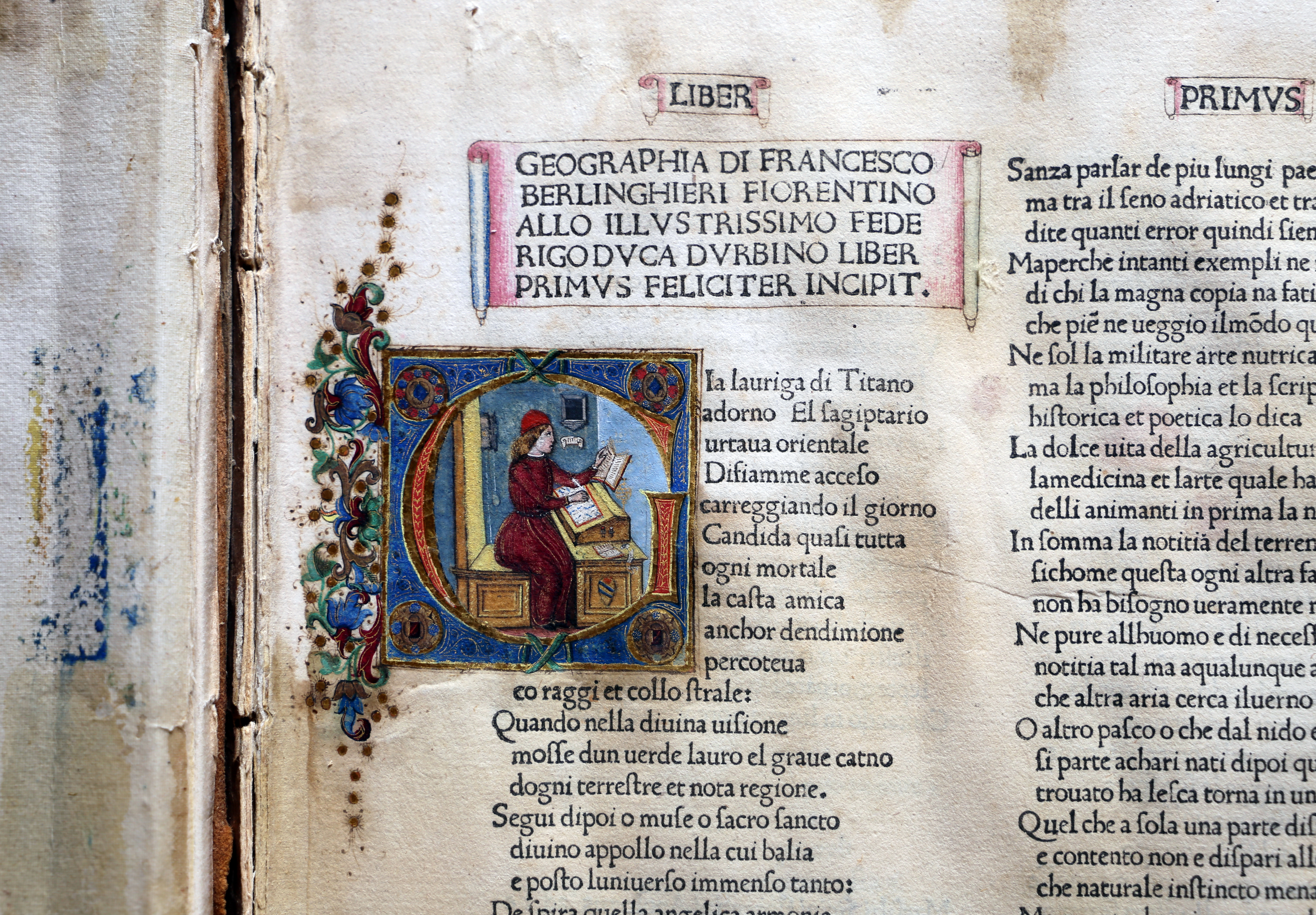
Caplletra il·luminada en una edició de la seva Geographia (biblioteca de l'Accademia della Crusca)

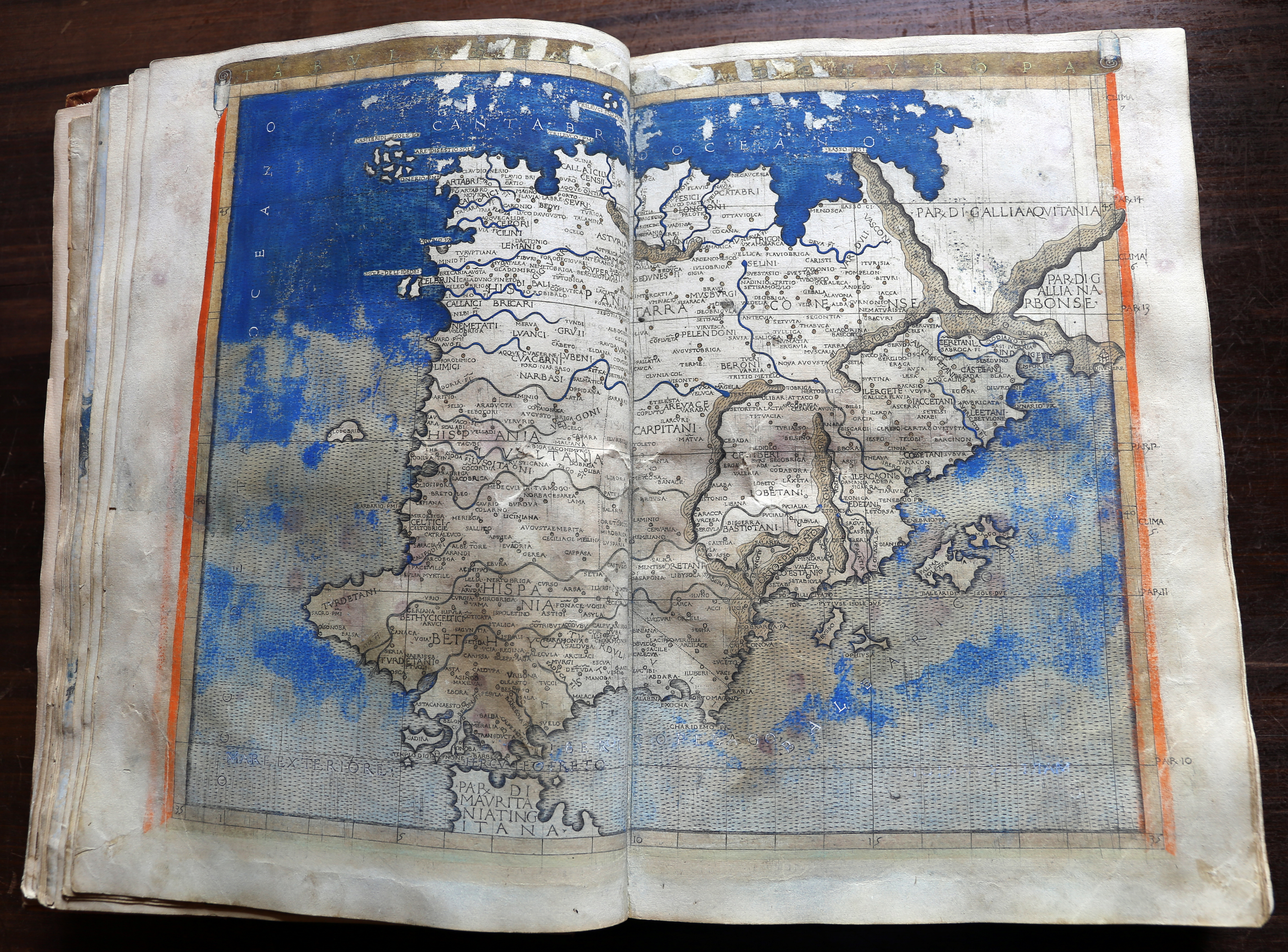
Mapa d'Hispania a Geographia

Francesco Berlinghieri   (Florència, 17 de setembre de 1440 - Florència, 17 de febrer de 1501) fou un erudit i humanista italià que va viure durant el segle XV. Va promoure el valor de l'aprenentatge del grec clàssic i va ser un dels primers a imprimir un text basat en la Geographica de Ptolemeu. Berlinghieri va estudiar poesia sota la tutela de Cristoforo Landino.

## Carrera
Berlinghieri va néixer a Florència en el si d'una família amb més de 200 anys de participació en la política florentina. Va servir en una varietat d'oficines governamentals, inclòs com a prior de la Signoria i conservador de lleis. El 1479 va ser nomenat ambaixador florentí a la cort de Gonzaga a Màntua ¹. Més tard trobà feina a Florència a la cort de Llorenç de' Medici i participà a l'Acadèmia Platònica, fundada per Marsilio Ficino. Berlinghieri va donar suport financer a Ficino durant la traducció d'aquest últim de les obres de Plató al llatí.
El 1464 Berlinghieri va començar a treballar en un tractat basat en la Geographia de Ptolemeu. Va actualitzar els seus mapes i va incloure un comentari en vers. Va ser imprès el 1482 amb mapes gravats en coure per l'impressor alemany Nicolaus Laurentii, també conegut com Niccolò Tedesco, sota el títol Septe Giornate della Geographia di Francesco Berlinghieri que significa "Els set dies de la geografia". Va ser una de les primeres obres impreses basades en Ptolemeu i també la primera que es va imprimir en italià vernacle. Berlinghieri també va ser dels primers a complementar els mapes tradicionals continguts a la Geographia amb mapes actualitzats de França, Itàlia, Espanya i Terra Santa, basats en el treball de Nicolaus Germanus . ²
L'obra de Berlinghieri s'havia de dedicar originàriament al sultà otomà Mehmet II. Quan el soldà va morir el 1481, Berlinghieri el va dedicar a Federico da Montefeltro, el duc d'Urbino. Malauradament, el duc va morir abans d'imprimir l'edició final. A més a més, es van dedicar còpies manuscrites del llibre a Lorenzo de' Medici i Federigo da Montefeltro i còpies individuals de l'edició impresa es van dedicar al sultà otomà, en aquell moment Baiazet II i el seu mig germà Cem Sultan. ³ 